# Popis epizoda serije Velo misto
Ovo je popis epizoda legendarne serije Velo misto.

## Epizode

### 1. Praški studenti
Prvo emitiranje: 7. prosinca 1980.
Radnja se događa 1910. godine. Život bruji na Voćnom trgu punom mediteranskoga kolorita i zvukova. Upoznajemo cijelu galeriju Velomišćana. Dominantna je figura Meštar, koji duhovito i bez dlake na jeziku komentira mjesne događaje u svojoj brijačnici. Zatim elegantni gradonačelnik Vice, smetlar Jozo i njegov prijatelj, općinski službenik Picaferaj, i ne odveć hrabri policajac Pučanstvo. Svi oni međusobno komuniciraju u svakodnevnom životu Velog mista. Tu su i mnogobrojna ženska lica. Svadljiva prodavačica voća Mare Mulica, puna lažnog ćudoređa i oštrih riječi, s papigom Kokolom na prozoru iznad trga, gospođica Violeta, francuskih manira, vječno s pudlicom u šetnji, živahna apotekarica i baba Marta uz koje su odrasle mnoge generacije. U grad stiže ženski orkestar. Toj senzaciji žele prisustvovati svi. Čak i trojica prijatelja studenata, Duje, Tonči i Pegula, koje nakon ljetnog kupanja čeka put u Prag na studije. Gospođica Violeta ostavit će snažan dojam na Pegulu, kao što će se u mladog Feratu zagledati Marijeta, kći težaka Tome. Toma je starih nazora i ne sviđa mu se što je Ferata napustio zemlju zbog gradske službe. Studenti odlaze u Prag gdje ih čekaju burne noći u pivnicama i u društvu zgodnih djevojaka. Jedna od njih je i Mařenka, koja će im se pridružiti prigodom svađe i sukoba s carskim časnicima. Duje i Pegula završavaju u zatvoru, no tim se koriste da bi pripremili ispite. Za to vrijeme na Voćnom trgu dolazi do socijalnih nemira i sukoba s policijom. Idila Velog mista polako se gubi.
Pojavljuju se: Boris Dvornik (Meštar), Zdravka Krstulović (Violeta), Mustafa Nadarević (Duje), Milan Štrljić (Tonči), Mladen Barbarić (Pegula), Boris Buzančić (dotur Vice), Ljubo Kapor (Picaferaj), Špiro Guberina (Jozo), Vlasta Knezović (Marjeta), Aljoša Vučković (Ferata), Mira Furlan (Kate), Mate Ergović (Pučanstvo), Uglješa Kojadinović (profesor), Ines Fančović (Mare), Etta Bortolazzi (baba Marta), Magda Matošić (Franina), Fabijan Šovagović (Toma), Dara Vukić (šjora Luce), Josip Genda (šjor Fabjan), Vinko Kraljević (Bakalar), Antun Nalis (Miotto), Krešimir Zidarić (Baćo), Stevo Krnjajić (Musa), Tatjana Bermel, Danko Ljuština (Mijo), Sanja Milosavljević (Mařenka), Vladimir Krstulović (kao Vlado Krstulović), Danica Cvitanović, Berislav Mudnić, Željko Vičević, Adam Vedernjak, Aleksandar Binder, Nedim Prohić, Ksenija Prohaska, Ivo Rogulja, Mladena Gavran, Velemir Chytil, Nevenka Šain, Jelena Gruić, Marija Geml, Neva Belamarić, Jadranka Matković (Orsola), Vladimir Obleščuk (kao Vlado Obleščuk), Joakim Matković, Biserka Alibegović, Milovan Alač, Predrag Petrović, Stjepan Bahert, Tonči Papić, Jana Kašper, Ante Laura, Duško Gruborović (kao Dušan Gruborović), Žarko Savić, Olga Pivec (kao Olga Pivac), Ante Lipanović, Julije Perlaki, Vatroslav Tudor, Petar Buntić, Ivo Krištof (kao Ivan Krištof), Miroslav Buhin, Domagoj Vukušić, Ivica Stjepić, Darko Kavain, Frane Amižić, Nino Danielov, Robert Kramarić, Nenad Krolo, Saša Mrduljaš, Tarzicije Balić, Damir Pleško, Željka Bašić.

### 2. Konfužjun
Prvo emitiranje: 14. prosinca 1980.
Radnja se događa 1911. godine. Nakon povratka iz Praga, sad već diplomirani inženjer Duje donosi nogometnu loptu. Prvi "splitski balun" zaludit će cijeli grad. Dječaci okupljeni na streljani babe Marte oduševljeno pristaju na novu igru. Glavni pokretač je "inžinjer od baluna", kako zovu Duju, koji uskoro odabire i prostor na kojem se cijeli dan igra. Ferata je jedan od najboljih igrača, no zbog "fuzbala" zapostavlja Marijetu, baš kao i Tonči svoju Katu. Jedino je Pegula podjednako na terenu i u sobi s madam Violete. Nova igra oduševljava Meštra, Profešura i gradonačelnika Vicu, no dobiva i svoje protivnike. Ponajprije direktora gimnazije. Unatoč svađama registrirat će se klub po imenu Hajduk. U nogomet se sve više uvlači politika. Autonomaši kontra Hajduka osnivaju klub Calcio Spalato i dolazi do prvog susreta. Pobjeda Hajduka rezultirat će tučnjavom, razbijanjem izloga i još većom podijeljenošću Velomišćana.
Pojavljuju se: Boris Dvornik (Meštar), Zdravka Krstulović (Violeta), Mustafa Nadarević (Duje), Milan Štrljić (Tonči), Mladen Barbarić (Pegula), Boris Buzančić (dotur Vice), Ljubo Kapor (Picaferaj), Špiro Guberina (Jozo), Vlasta Knezović (Marjeta), Aljoša Vučković (Ferata), Mira Furlan (Kate), Uglješa Kojadinović (profesor),  Mate Ergović (Pučanstvo), Etta Bortolazzi (baba Marta), Ines Fančović (Mare), Magda Matošić, Fabijan Šovagović (Toma), Dara Vukić (Dujina majka), Josip Genda (šjor Fabjan), Vinko Kraljević (Bakalar), Antun Nalis (Miotto), Krešimir Zidarić (Baćo), Božidar Smiljanić, Adam Vedernjak, Pero Vrca, Danilo Maričić, Danko Ljustina (Mijo), Minja Nikolić, Rikard Simonelli, Vera Pregarec, Ante Dulčić, Berislav Mudnić, Danica Cvitanović, Vladimir Krstulović (kao Vlado Krstulović), Slobodan Milovanović, Predrag Petrović, Matko Raguž, Željko Vičević, Artur Govejšek, Franjo Valentić, Janko Mršić-Flogel, Dorian Hotta, Antun Banov, Željko Dapić, Petar Buntić, Ivo Krištof (kao Ivan Krištof), Miroslav Buhin, Damir Pleško, Ivica Stijepić, Darko Kavain, Frane Amižić, Nino Danielov, Robert Kramarić, Nenad Krolo, Saša Mrduljaš, Tarzicije Balić.

### 3. Leva
Prvo emitiranje: 21. prosinca 1980.
Radnja se događa 1913. i 1914. godine. U Split, u prijateljski posjet, stiže engleska kraljevska flota. Voćni trg pun je bučnih mornara koji traže društvo "lakih dama". Violeta i Pegula, Tonči i Kate, provode bezbrižne dane u sunčanju i kupanju. Za to vrijeme s Hajdukom nastaju problemi. Carska administracija uvjetuje opstanak kluba prekidom suradnje s češkim klubovima. No "splitski dišpet" odlučuje upravo suprotno. Duje, Meštar i Profešur ugovaraju utakmicu s praškom Spartom. Uzbuđenje je veliko jer nogomet je osvojio grad. Marijeta se udaje za Feratu. No, radosnu atmosferu pomutit će atentat na austrijskog prijestolonasljednika u Sarajevu. Ratna atmosfera zahvalit će i Split. Cijeli naraštaj mladića odlazi na frontu. Među njima su i Tonči, Pegula i Ferata. Duje ostaje u Splitu i u kući babe Marte skriva arhivu omiljena kluba. Budi se domoljublje i anticarsko rasploženje. Sve će kulminirati izrugivanjem dvora i cara u jednoj konobi. No, policija koja na sve budno motri počinje s uhićenjima. Meštar među prvima završava u zatvoru.

### 4. Morija mori
Prvo emitiranje: 21. prosinca 1980.
Radnja se događa od 1917. do 1920. godine. Rat je ispraznio grad. Glad, bolest, kiša, igralište Hajduka pretvoreno je u regrutacijski logor. Picaferaj (Vaša svitlost) i Jozo (Vaša visost) potucaju se pustim ulicama. Meštar, Duje i Vice su u zatvoru. Marijeta je rodila sina, a njezin otac, kum Toma, odveden je u Bosnu. Tonči je pobjegao na srpsku stranu. Pegula je odlikovan austrijskim odlikovanjem, a o Ferati se ništa ne zna. Glad i epidemija odnose živote. Umire apotekarica, a onda i omiljena baba Marta. Rat je završio i Austrija je propala. U Split stižu okupacijske vojske, a s fronte se vraćaju Pegula, Tonči i Ferata. Svaki sa svojim novim idejama s kojima će se bučno suprotstaviti u staroj Meštrovoj brijačnici. Nad stara prijateljstva navukle su se sjene i netrpeljivost.

### 5. Kruva i rada!
Prvo emitiranje: 28. prosinca 1980.
Radnja se događa od 1920. do 1922. godine. Ljudi su nezadovoljni novom vlašću. Dok dugi redovi stoje pred zgradom tršćanskog Lloyda za put u Ameriku, u gradu se organizira proslava Prvog maja. No jugoslavenska žandarmerija brutalno će rastjerati ljude. Poteći će krv, što će starog redara Pučanstvo otjerati u mirovinu. Nezadovoljstvo se preselilo i u Meštrovu brijačnicu. Novi je sugovornik srpski major Stojan. Na ironične Meštrove primjedbe o novoj vlasti jugooficir daje do znanja da to neće tolerirati. Život se opet vratio na Voćni trg. Mare Mulica ogovara sve živo, a naročito Violetu. Hajduk se sprema u Zagreb na susret s Građanskim. Vratit će se poražen, zbog čega će navijači iskaliti bijes na izlogu trgovca i profitera Jakova. U Split stiže Violetin prijatelj, slikar Toni iz Pariza, što kod Pegule izaziva ljubomoru. No Toni je oduševljen Splitom baš kao i Jozin nećak koji stiže iz unutrašnjosti da pomogne "strikanu" u širenju grada. A tamo vlada nogometna groznica. Dolazi Građanski. U prvom poluvremenu zagrebački klub je bolji, no u drugom, uz sjajnu igru mladog Stipe Rice, Hajduk će slaviti pobjedu. Za mladog igrača ta će igra biti kobna.

### 6. Kriza
Prvo emitiranje: 6. siječnja 1981.
Radnja se događa 1926. godine. Stigla je oštra, teška zima. Doktora Vicu bolest je prikovala uz krevet, ali ga uveseljavaju posjete Picaferaja i Joze. Iz sunčane Afrike nakon uspješne turneje vraća se Hajduk, ali stari prijatelji nisu više u istom klubu. Ferata i Musa s lučkim radnicima zarađuju kod špekulanta iz Rusije. Ferata je zbog svojih ljevičarskih ideja i govora već na policijskom spisku, dok s druge strane Tonči ima dobar posao u državnoj službi. Grad je zahvatilo ludilo "bubikopf" frizura i modernih plesova. Slikar Toni, koji se udomaćio kod Pegule i Violete u njenoj plesnoj školi, portretira potpukovnika Stojana. Velika utakmica s talijanskim klubom završit će porazom Hajduka i gnjevom splitskih navijača nad vlastitom upravom i igračima. Svi će se ti gradski i svjetski događaji, kao i obično, burno raspraviti u Meštrovoj brijačnici.

### 7. Antikrst
Prvo emitiranje: 11. siječnja 1981.
Radnja se događa 1927. godine. Jozo se brine da se njegov nećak što prije uklopi u gradsku sredinu i zato ga vodi u Violetinu plesnu školu. Istodobno, Ferata će dovesti svoga sina Papundeka na "šegrtovanje", jer je mladić izbačen iz škole zbog pisanja antidržavnih parola. Slavi se petnaestogodišnjica Hajduka. Za vrijeme proslave policija je privela i pretukla dvojicu juniora. Ogorčeni tim činom Ferata, Pegula, Duje, Meštar i Profesor upadaju u policijsku stanicu i u žestokoj je tuči demoliraju. Tonči kao kraljevski službenik ostavlja prijatelje na cjedilu, što će izazvati prezir i bijes njegove žene Kate. Premda su izgrednici uhićeni, pravničkom vještinom izvući će ih doktor Vice. No, Hajduk je upao u novčane nevolje. Zajednički ih pokušavaju riješiti Meštar i Duje lukavom idejom koja će završiti zapaljenim Hajdukovim barakama. Uvijek hvalisavi Meštar ovaj će put šutjeti kao zaliven. Jedino će obilato okititi događaj u policijskoj stanici. Dobro raspoloženje pokvarit će mu novi naučnik Papundek, zbog čijih bogohulnih stajališta Meštar misli da je zaposlio samog Antikrista.

### 8. Simpatizer
Prvo emitiranje: 18. siječnja 1981.
Radnja se događa 1928. godine. Ferata je zatvoren u Lepoglavi. Duje i Vice organiziraju utakmicu s prihodom za njegovu pomoć. Pukovnik Stojan premješten je u unutrašnjost. Na oproštajnoj proslavi sve je puno vatrenih "otadžbinsko--jugoslavenskih" zdravica u kojima prednjači Tonči. To će ga još više udaljiti od supruge Kate, pa će utjehu naći u treninzima s podmlatkom Hajduka. Za to vrijeme slikar Toni sve lošije živi od svoje umjetnosti. Prisiljen je stalno posuđivati novac, premda mu otmjenosti i lukavstva ne nedostaje. Zločinački hici srpskog radikala u hrvatske zastupnike u Narodnoj skupštini dovest će do previranja u Splitu. U Meštrovoj brijačnici ponovno će se suprotstaviti različita politička stajališta. Mladi pripravnik Papundek sve otvorenije agitira za komunističke ideje, nastojeći za njih pridobiti i Meštra. No, jedna će nenadana smrt donijeti tugu svima, a ponajviše Jozi i Picaferaju. Dobri doktor Vice zauvijek je napustio one koji su ga toliko voljeli i poštovali.
Pojavljaju se: Boris Dvornik, Zdravka Krstulović, Mustafa Nadarević, Milan Štrljić, Mladen Barbarić, Mira Furlan, Boris Buzančić, Špiro Guberina, Ivo Gregurević, Ljubo Kapor, Uglješa Kojadinović, Slobodan Aligrudić (major Stojan), Ratko Buljan (Toni), Mate Ergović, Duško Valentić (Papundek), Ines Fančović, Vinko Kraljević, Magda Matošić, Fabijan Šovagović, Krešimir Zidarić, Vjenceslav Kapural, Semka Sokolović-Bertok, Zlatko Madunić, Tana Mascarelli, Stevo Krnjajić (kao Stevo Krnjaić), Danko Ljuština, Berislav Mudnić, Boris Ugrin, Ante Dulčić, Franko Strmotić, Rajko Bundalo, Ivo Marjanović, Danica Cvitanović, Ante Laura, Aleksandar Cakić, Marko Bralić, Lenko Blažević, Branko Hinković, Zvonimir Hace (dijete).

### 9. Nikad više kompletni
Prvo emitiranje: 25. siječnja 1981.
Radnja se događa od 1932. do 1935. godine. Nedjelja je dan stvoren za igru "balota". Jozo i njegov Netjak za okladu dobivaju partiju za partijom, premda ih u početku svi ismijavaju. No bolest i smrt iz društva uvijek nekog odnose. Dobri stari Picaferaj, "Njegova Svitlost", zauvijek je sklopio oči. Njegovu će smrt, u vinu i ojkanju, oplakati Jozo, Netjak, Baćo i Pučanstvo. Jedna druga smrt izazvat će mnogo manje žalosti, ali zato više represije i hapšenja. Diktatorski kralj Aleksandar ubijen je u Marseilleu. Nespretno komentirajući tu smrt Meštar će ponovo zaraditi zatvor. Posao u brijačnici za to vrijeme vode njegovi pomoćnici Bakalar i Papundek. U vrijeme krize, nemira i policijskih kontrola zavladala je još i glad. Smrt kralja Aleksandra iskoristit će slikar Toni koji prima brojne narudžbe za portrete prestolonasljednika. Papundek, koji je postao gorljivi komunistički agitator, koristi čak i prostor crkve u kojoj su smještene uboga djeca, da izrazi svoja stajališta. Tamo će ga ganuti sudbina malog siromaha Stipana. Umjesto da ga pošalju u Slavoniju, Papundek će ga odvesti na skrb svojima. Njegov otac Ferata vraća se iz Lepoglave. Ali uhićenjima nije kraj. Netom po izlasku Meštra, policija u zatvor odvodi Bakalara i Papundeka.

### 10. No pasarán
Prvo emitiranje: 1. veljače 1981.
Radnja se događa 1936. i 1937. godine. Bakalar je umro. Toni po gradu prodaje slike Prijestolonasljednika. U grad je došao engleski kralj. Pegula i Violeta nastavljaju rad u svojoj školi plesa. Papundek dovodi Očalinka kao novog Meštrovog radnika koji ne prestaje pričati o Krleži. Split igra prijateljsku utakmicu s Borovom. Ferata poziva juniore da igraju u utakmici protiv Borova što ljuti Duju. Papundek planira otići u Španjolsku, ali policija ih uhvati. Svira uzbuna i počinje vježba u slučaju nesreće.
Pojavljuju se: Boris Dvornik (Mestar), Zdravka Krstulović (Violeta), Mustafa Nadarević (Duje), Mladen Barbarić (Pegula), Milan Štrljić, (Tonči), Mira Furlan (Kate), Špiro Guberina (Jozo), Ivo Gregurević (Netjak), Aljoša Vučković (Ferata), Duško Valentić (Papundek), Ivica Vidović (Očalinko), Uglješa Kojadinović (Profesor), Mate Ergović (Pučanstvo), Mirjana Majurec (Ane), Ratko Buljan (Toni), Ines Fančović (Mare), Zlatko Madunić, Franko Strmotić, Frano Perišin, Danko Ljuština, Danica Cvitanović, Mia Sasso, Vladimir Krstulovic (kao Vlado Krstulović), Ratko Glavina, Ivo Marjanović, Bogdan Buljan, Tana Mascarelli, Zvonko Žungul, Ružica Marasović, Nenad Vrandečić, Ljiljana Baković, Marina Maljković, Mladen Bauk, Joško Viskić, Petar Buntić, Miroslav Buhin, Šime Jagarinac (kao Simun Jagarinec), Zvonimir Hace (dijete).

### 11. Poveli smo, Meštre!
Prvo emitiranje: 8. veljače 1981.
Radnja se događa od 1937. do 1939. godine. Meštrova brijačnica pretvorena je u "crvenu političku tribinu". Poput dva navijena gramofona Papundek i Očalinko veličaju dostignuća boljševičke Rusije. Papundek je oduševljen letačkim uspjehom ruskih pilota, a Očalinko stalno citira Krležu. Meštar ne zna kako s tim izaći na kraj. U međuvremenu u Splitu gostuje talijanski klub Roma. Fašistički pozdrav talijanskih igrača izaziva buru protesta u gledalištu. No Hajduk je u krizi, a trener Duje u nemilosti uprave. Jedino profešur vjeruje u njega. U Splitu se priprema radnički protest koji organiziraju komunisti. Meštar je sumnjičav prema takvom uličnom djelovanju, zbog čega ga Papundek vrijeđa da je bez klasne svijesti. Protest će se poklopiti s dolaskom lidera Hrvatske seljačke stranke Košutića u Split, no komunisti će ga izviždati i isprovocirati tučnjavu. Dolazi do sukoba i nereda u kojima ureduje vojska i policija. Papundek je ranjen, a jedan mladić ubijen. Veliki mirni mimohod Splićana sa slikom ubijenog bit će simbolična uvertira vremenu koje dolazi.

### 12. Okupacija
Prvo emitiranje: 15. veljače 1981.
Radnja se događa 1941. godine. Tonči se sprema za rat. (6.4.1941.) Talijani bombardiraju Split, a Nijemci napadaju Beograd.Svira uzbuna. Meštar priča Očalinku o reparaciji koju misli dobiti za uništenu brijačnicu. Violeta se skriva u podrumu. Sklopljen je Pakt o nenapadanju kralja Petra II. Puštaju se zatvorenici, svi osim komunista. U radnjama je zabranjeno slušanje radija drugih država. Duje i Pegula s Meštrom i Očalinkom komentiraju trenutno stanje. Ante Pavelić proglašava opsadno stanje u Splitu. Papundek se vraća. Šjor Pučanstvo nastavlja s prodajom ispred crkve. Tonči je poginuo. Violeta, Pegula i Duje tješe Katu. Papundek s drugovima skriva oružje. Meštar se hvali Duji i Papundeku kako je živio u nekoliko država: Austriji, Mađarskoj, Jugoslaviji, Nezavisnoj Državi Hrvatskoj i Italiji. U gradu bacaju letke o sudjelovanju u ratu. Hajduk prisiljavaju da se preimenuje u ACD Spalato i nude bolji položaj igračima. Meštar dolazi s tajne sjednice Hajduka i prepričava događaje Papundeku i Očalinku kako su igrači odbili preimenovanje i bolji položaj te je klub raspušten. Policija zatvara prolaze kako bi navečer svi morali pozdraviti talijansku zastavu pri spuštanju. Meštar je uhićen jer je podržao djecu koju su bacila boju na slike Mussolinia. Kike donosi poruku Papundeku da je Ferata ubijen u Staroj Gradišci.
Pojavljuju se: Boris Dvornik, Zdravka Krstulović, Mustafa Nadarević, Milan Štrljić, Mladen Barbarić, Mira Furlan, Špiro Guberina, Ivo Gregurević, Duško Valentić, Ivica Vidović, Uglješa Kojadinović, Vlasta Knezović, Mate Ergović, Ines Fančović, Mirjana Majurec (Ane), Zlatko Madunić (šjor Jakov), Vasja Kovačić, Semka Sokolović-Bertok, Franko Strmotić, Danko Ljuština, Nada Abrus, Raniero Brumini, Nereo Scaglia, Giulio Marini, Glauco Verdirosi (kao Glauco Verdirosssi), Bruno Petrali (kao Bruno Petralli), Rikard Simonelli, Ivan Bibalo, Boris Ugrin, Ante Glavina, Vinko Varvodić, Krešo Zubak, Josip Matošin, Santo Radovniković, Edi Dobrilović, Darko Stanojkovski, Robert Barbir, Dordano Prkušić, Dražen Štambuk, Petar Buntić, Domagoj Vukušić, Ivo Krištof (kao Ivan Krištof), Marjan Habazin, Miroslav Buhin.

### 13. Kapitulacija
Prvo emitiranje: 22. veljače 1981.
Radnja se događa 1942. i 1943. godine. Ane nagovara Violetu da špijunira za njih u svojoj školi plesa. Meštar je još u zatvoru. Papundek i momčad Splita su sudjelovali u borbi protiv talijana u Sinju. Puno je poginulih, ostali će na suđenje i strijeljanje. Meštar je pušten iz zatvora i zabranjuje korištenje Papundekova pribora. Violeta donosi vijesti Očalinku o raciji u Velom Varošu. Policija dolazi kod Marjete i muči nju i Ane zbog toga što nisu mogli naći Papundeka, Stipu i Bracu. Drugi dan u gradu je ovješena tjeralica za Papundekom. Violeta, Pegula, Meštar i Duje se čude tjeralici komentirajući da ne znaju o kome se to radi. Meštar hvali Papundeka u brijačnici pred Dujom nazivajući ga centarforom, a sebe i Očalinka spojkama koje mogu probit svaku obranu. Policija dođe u premetačinu brijačnice. Meštar govori protiv Papundeka, pokazuje Feratinu i Ricinu sliku. Duje čestita Meštru na tome kako je branio Papundeka. Uhapsili su Maru Mjlicu jer je vrijeđala podoficira. Papundek je u gradu. Crvena zastava se vije na tornju. Papundek ostavlja poruku Meštru na tjeralici kraj brijačnice: "Primio na znanje!". Meštar to javlja Ninu. Nino je smaknut u ime naroda, a Meštar je žalostan što to on nije napravio. Meštar brije talijanskog bojnika i poreže ga jer je iz Firenze zato što sz tamo ubili Đovaninu Kokolo. Violeta dolazi kući odrezane kose jer su mladi komunisti mislili da surađuje s Talijanima. Meštar dolazi urediti Violetu. Očalinko ispituje Meštra zašto neće šišati Talijane nego ih samo brije, a Meštar mu govori zbog toga što ne želi zamazati ruke s njihovom kosom i ne može ih porezat. Oko Splita se pale prvomajski kresovi. Talijanska vlada traži primirje. Pegula tjera talijanske vojnike iz škole plesa zbog kapitulacije Italije. Očalinko skriva oružje u brijačnici, a Jozo i Netjak uzimaju hranu iz talijanskog skladišta. Narodna vojska ulazi u grad. Stipe, Braco i Kike nagovaraju Marjetu da ne ide vojnicima. Papundek je posatao komesar. Netjak odlazi u partizane.
Pojavljaju se: Boris Dvornik (Meštar), Zdravka Krstulović (Violeta), Mustafa Nadarević (Duje), Mladen Barbarić (Pegula), Mira Furlan (Kate), Špiro Guberina (Jozo), Ivo Gregurević (Netjak), Duško Valentić (Papundek), Ivica Vidović (Očalinko), Vlasta Knezović (Marjeta), Mate Ergović (Pučanstvo), Ines Fančović (Mare), Mirjana Majurec (Ane), Vasja Kovačić, Rikard Simonelli, Giulio Marini, Glauco Verdirosi (kao Glauco Verdirossi), Raniero Brumini, Bruno Petrali (kao Bruno Petralli), Nada Abrus, Ivan Bibalo, Dijana Kržanić (kao Diana Kržanić), Željka Bašić, Dorijan Bauman (kao Dorian Bauman), Ivan Biuk, Danica Cvitanović, Danko Ljuština, Franko Strmotić, Aris Petralli, Francesco Groppi, Saša Vuličević, Edi Dobrilović, Radoslav Medan, Petar Buntić, Domagoj Vukušić, Ivo Krištof (kao Ivan Krištof), Marijan Habazin (kao Marjan Habazin), Miroslav Buhin.

### 14. Ispunjeno obećanje
Prvo emitiranje: 1. ožujka 1981.
Radnja se događa od 1943. do 1947. godine. Umjesto poraženih Talijana, u grad ulaze Nijemci. Nastupajuća zima donosi bijedu i glad. Violeta i dalje održava vezu s partizanima preko Očalinka. Grad je gotovo pust i ljudi žive u skloništima. Unatoč nedaćama, Duje i Pegula obnavljaju Hajduk i s cijelom momčadi bježe na Vis. Za to vrijeme Kata se preselila Violeti koja osjeća strah živeći sama. Grad žestoko bombardiraju saveznici i Nijemci se povlače, no Violeta i Očalinko neće dočekati one za koje su predano radili. Partizani ulaze u grad i preuzimaju svu vlast, pa čak i nogometnu. Utakmica s ruskom vojnom momčadi završit će incidentom i ponovnim Meštrovim saslušanjem. Ovaj put istražitelj će mu biti njegov dragi Papundek, što pokazuje u što će se novi režim uskoro pretvoriti. Duje i Pegula odvest će Meštra na sentimentalno putovanje u Prag da obnove uspomene na mjesto gdje su u mladosti osnovali svoj omiljeni klub.
Pojavljuju se: Boris Dvornik (Meštar), Zdravka Krstulović (Violeta), Mustafa Nadarević (Duje), Mladen Barbarić (Pegula), Mira Furlan (Kate), Duško Valentić (Papundek), Ivica Vidović (Očalinko), Vlasta Knezović (Marjeta), Špiro Guberina (Jozo), Ivo Gregurević (Netjak), Mate Ergović (Pučanstvo), Mirjana Majurec (Ane), Ines Fančović (Mare), Danko Ljuština (Mijo), Vasja Kovačić, Sanja Milosavljević (Marženka; kao Sanja Milosavljević-Barbarić), Nedim Prohić, Zoran Balov, Ivan Biuk, Inge Apelt, Dragoljub Lazarov, Dijana Kržanić (kao Diana Kržanić), Željka Bašić, Danica Cvitanović, Vladimir Krstulović (kao Vlado Krstulović), Franko Strmotić, Mia Sasso, Tana Mascarelli, Petar Dobrić, Zvonimir Hace.